# Folke Rydbo
Folke Rydbo, född 25 mars 1924 i Tanum, död 26 december 1981 i Ockelbo, var en svensk ämbetsman och industriledare.

## Biografi
Rydbo tog studentexamen i Göteborg 1942 och fortsatte som jägmästaraspirant vid Domänverket. År 1950 tog han civiljägmästarexamen vid Skogshögskolan. Han gjorde därefter karriär inom Domänverket fram till att han 1970 tillträdde som verkets generaldirektör, en befattning han uppehöll till 1979.
Rydbo hade vid sidan av sin ämbetsmannakarriär en lång rad offentliga uppdrag. Han var ledamot av styrelsen för Skogshögskolan 1970–1974, ledamot av Statens råd för skogs- och jordbruksforskning 1970–1979, ordförande i styrelsen för Nämnden för skogsteknisk forskning 1972–1979 och ledamot av Statens arbetsmiljönämnd 1973–1979. Han var även expert i 1973 års skogsutredning mellan april 1974 och januari 1978. Därtill var han ledamot av styrelsen för Statens arbetsgivarverk 1979 och ordförande i kommissionen för de mindre och medelstora varven februari–november 1979. Han var VD och koncernchef för Norrlands skogsägares cellulosa AB (NCB) från den 3 oktober 1979 och VD för Kopparfors AB från 17 november 1980.
Rydbo fick tidigt en framträdande roll inom den rationalisering som började genomföras inom skogsbruket på 1950-talet. År 1960 avancerade han till byråchef vid Domänstyrelsens personalbyrå och i ett verk pressat till rationalisering av verksamhet och organisation blev det en krävande uppgift, där Rydbos handlingskraft och öppna och sakliga sätt kom till god nytta.
I samarbete med cheferna Erik Höjer och därefter Per Sköld kunde många och nödvändiga, men inte alltid populära, reformer genomföras. Sex år efter byråchefsutnämningen blev Rydbo överdirektör, och när Sköld 1969 övergick till Statsföretag AB sågs regeringens utnämning av Rydbo till generaldirektör av många som logisk genom att han länge arbetat med de centrala frågorna i verket.
Från 1960-talet utökades biståndet till u-länderna. Det var naturligt att skogsbruket som en av Sveriges modernäringar kopplades in på detta. Rydbo hörde till dem som anlitades av Sida och andra organ som rådgivare, bland annat till regeringarna i Tanzania, Etiopien, Turkiet och Indien.